# Рутгер Гауер
Ру́тгер У́лсен Га́уер (нід. Rutger Oelsen Hauer, МФА: [ˈrʏtxər ˈulsə(n) ˈɦʌu̯wər] Рю́тгер У́лсен Га́вер, нар. 23 січня 1944  м. Брекелен, провінція Утрехт, Нідерланди — пом. 19 липня 2019, Нідерланди) — нідерландський і американський актор, продюсер, режисер та сценарист.

## Біографія
Народився 23 січня 1944 року в акторській родині, в нідерландському містечку Брекелені, у кількох десятках кілометрів на південь від Амстердама. Батько, Аренд Гауер, викладав акторську майстерність у місцевому театральному коледжі, а мати, Тьонке Гауер, — драматургію. У ранньому дитинстві Рутгера і трьох його сестер виховувала нянька в Амстердамі — батьки постійно роз'їжджали по країні з гастролями. У 5 років Рутгер з'являється на театральній сцені, а перший його дебют у театрі відбувся 8 червня 1955 року в трагедії Софокла «Аякс». Помер 19 липня 2019 року у своєму будинку внаслідок нетривалої хвороби у місті Бістезваг (Нідерланди).

### Юність
Рутгер був неслухняною дитиною. Якось, граючи з сірниками, підпалив копицю сіна. У 15 років втік із дому. Найнявся на торговельне судно свого діда і майже рік був у плаванні. Це дало йому можливість подивитися світ, побувати в Пакистані, Канаді, Сінгапурі, Сайгоні, Перській затоці, познайомитися зі вдачею та побутом різних народів. Тоді ж Рутгер виявив у собі здатність легко вивчати мови — володіє англійською, німецькою, французькою та італійською, крім своїх рідних — нідерландської та фризької.
Дальтонізм, успадкований від прадіда, завадив продовжити кар'єру моряка. Повернувшись додому, відвідує вечірню школу, а вдень працює (декоратор сцени, автомобільний мийник, тесляр і т. д.). Його пристрасть до автомобілів і мотоциклів, що виникла в цей час, і навички, які одержав, пізніше дозволять робити найнебезпечніші автомобільні трюки в «попутнику» (Hitcher, 1986) без дублера.

### Навчання та особисте життя
У 1962 році вступає до театрального інституту в Базелі (Швейцарія). Через 2 роки Хауер найнявся солдатом в армію. Два роки віддано десантним військам, але незабаром Рутгер удався до допомоги приятеля-лікаря — він симулював психічну неврівноваженість, щоб уникнути подальшої служби. Пробувши якийсь час у психлікарні, переконавши лікарів у своїй непридатності до військової служби, повертається до інституту. Потім була акторська школа в Амстердамі, після чого одержує місце в Королівському театрі. У Базелі Гауер одружився, від цього шлюбу з'явилася дочка Айша.
З 1967 року почав грати в театрі «Noorder Compagnie», де 1973 року сам поставив дві п'єси, а у 1968 — дебютував у кіно. Тоді ж зустрівся зі своєю майбутньою другою дружиною — Інеке, художницею та скульптором. Вони одружилися у 1985 році.

### Кінокар'єра

#### Нідерланди
Його перша поява перед телекамерою відбулася ще 12 грудня 1956 року, коли проводили зйомки спектаклю «Асмодей» (Asmodee). Потім була епізодична роль у картині «Пан Гаварден» (Monsieur Hawarden, 1968), але в змонтовану версію кадри за участю Гауера не ввійшли. Перша популярність прийшла до молодого актора вже за рік, після участі в телесеріалі «Флоріс» (Floris, 1969).
Так почалася його довголітня співпраця з нідерландським режисером Полом Верговеном, що тривала понад 10 років і принесла світове визнання. Цей режисер зміг угадати і втілити на екрані подвійність вигляду та суті Гауера, який може бути й «занепалим ангелом», і «диявольським поріддям», сполучати загадкову зовнішність і внутрішнє сум'яття, таїти в собі боріння різноспрямованих сил. Перший їхній фільм називався «Турецькі насолоди» (1973) — драма за романом нідерландського автора Яна Волкерса (Jan Wolkers), яку номінували у 1974 році на премію «Оскар» у категорії «найкращий закордонний фільм».
Знявши Рутгера в п'ятьох відомих фільмах різних жанрів («Турецькі насолоди», 1973, «Кіті-шелихвістка», 1975, «Помаранчевий солдат», 1977, «Лихачі», 1980, «Плоть і кров», 1985), Верховен уважав, що Гауер, на відміну від іншого протеже режисера Е. Краббе, виражає «світлу сторону єства».

#### Голлівуд
Пол Верговен також мав намір знімати Гауера і у своєму американському дебюті — фантастичному бойовику «Робокоп» (1987). Але перед зйомками посварився з актором — після його успіху у двох популярних картинах «Бігун по лезу» (1982) і «Попутник» (1986) (причини сварки не розголошувано).
У Голлівуді Рутгер Гауер уперше з'явивися у фільмі «Нічні яструби» (1981) з Сильвестром Сталлоне в головній ролі, де зіграв убивцю Вульфгара. В акторстві Рутгер побачив для себе нові можливості самовираження. Він наймає відомого репетитора, у якого бере уроки американського варіанта англійської мови, щоб американські глядачі в майбутньому не чули його європейський акцент.
Після кількох вдалих картин, Гауер стає відомим у США актором, чиє ім'я почали ставити першим на кіноафішах і плакатах. Фільм «Той, хто біжить по лезу» став класикою наукової фантастики — першу версію картини додали до Національного архіву фільмів (National Film Archives), який підтримує бібліотека Конгресу США. У цей час Хауер купує на Каліфорнійському узбережжі віллу і власноруч будує величезний трейлер, який використає під час зйомок на виїзді.
Наприкінці 1980-их років потрапив до п'ятдесяти «найпридатніших до обліку» акторів у світі в списку, зробленому елітним виданням «Hollywood Reporter».

Автограф Рутгера Гауера

Активно знімається в американських фільмах — «Взяти живим або мертвим» (Wanted: Dead or Alive, 1987), «Кров героїв» (The Blood of Heroes, 1989), «Сліпа лють» (Blind Fury, 1990), «Смертельні узи» (Deadlock, 1991), «Гра на виживання» (Survivimg the Game, 1993). Спроба поміняти амплуа і зіграти, наприклад, в Італії в проблемній мелодрамі «У місячну ніч» (In una notte di chiaro di luna, 1989) була невдалою. Виняток — лише одна робота актора: роль паризького пияка польського походження у філософській притчі «Легенда про святого пияка» (La Leggenda del santo bevitore, 1988) італійського режисера Ерманно Ольмі (у 1988 фільм отримав «Золотого лева» Венеційського фестивалю).

#### Незалежні кіностудії
У 1990-х роках все частіше співпрацює з невеликими незалежними кіностудіями, намагаючись відійти від нав'язаного йому Голлівудом образу. Це зменшило його популярність у США, але у себе на батьківщині — у Нідерландах — залишається дуже популярним, про що свідчить гучне святкування його 50-річчя у 1994 році. Тоді показано ретроспективу його найвідоміших картин, перед якою йшов документальний фільм «Актор у жовтогарячому» (Acteur van Oranje). Через рік, до 100-річчя світового кінематографа, поштова служба Нідерландів випустила ювілейний набір марок, одна із яких зображала Гауера в ролі з картини «Турецькі насолоди».
Друга половина 1990-х років і початок нового тисячоліття для актора, який уклав контракт зі своїм новим агентом Джоан Гайлер (англ. Joan Hyler), почалися досить вдало. У цей період він знімається у фільмах кіностудії «Hallmark» — «Поклик предків» (The Call of the Wild: Dog of the Yukon, 1997) за романом Джека Лондона і «Мерлін» (Merlin, 1998). На телеканалі «NBC» — у фентезійній казці «Десяте королівство» (The 10th Kingdom, 1999), де зіграв роль злого Мисливця. Кінокартину «Саймон Магус» (Simon Magus, 1998), де зіграв м'якого й доброго читця поезії Альбрехта (Count Albrecht), презентовано на декількох міжнародних кінофестивалях.
У квітні 1999 року одержує в Нідерландах звання «Найкращий актор століття». Святкування нагороди на нідерландському телебаченні вилилося в нову ретроспективу його фільмів, проведену без зупинок протягом цілого дня.
У 2000 році актор спробував себе в режисурі, в результаті чого на екрани вийшов короткометражний фільм «Кімната» (The Room), що одержав в наступному році Приз глядацьких симпатій на Паризькому кінофестивалі (Paris Film Festival) як «найкращий короткометражний фільм».

## Фільмографія

### Актор
| Рік       |    | Українська назва                       | Оригінальна назва                      | Роль                       |
| --------- | -- | -------------------------------------- | -------------------------------------- | -------------------------- |
| 1968      | ф  | Месьє Гаварден                         | Monsieur Hawarden                      |                            |
| 1969      | с  | Флоріс                                 | Floris                                 | Флоріс                     |
| 1972      | с  | Землепроходці                          | The Pathfinders                        | Пітер Ван Пірсен           |
| 1973      | с  |                                        | Waaldrecht                             | Роже де Йонг               |
| 1973      | ф  | Рахат-Лукум                            | Turks fruit                            | Ерік Вонк, скульптор       |
| 1973      | ф  | Репельштельтье                         | Repelsteeltje                          | король                     |
| 1974      | ф  | Кульбаба                               | Pusteblume                             | Рік                        |
| 1975      | ф  | Змова Вілбі                            | The Wilby Conspiracy                   | Блейн Ван Нікірк           |
| 1975      | ф  | Кіті-вертихвістка                      | Keetje Tippel                          | Хьюго                      |
| 1975      | ф  | Амулет смерті                          | Das Amulett des Todes                  | Кріс                       |
| 1975      | ф  | Рік рака                               | Het jaar van de kreeft                 | П'єр                       |
| 1975      | с  | Флоріс фон Роземунд                    | Floris von Rosemund                    | Флоріс                     |
| 1975      | тф | Сірано де Бержерак                     | Cyrano de Bergerac                     | Де Валверт                 |
| 1976      | ф  | Макс Гавелар                           | Max Havelaar                           | Дулкарі                    |
| 1976      | ф  | Донощиця                               | La donneuse                            |                            |
| 1977      | ф  | Помаранчевий солдат                    | Soldaat van Oranje                     | Ерік Ланшоф                |
| 1978      | тф | Свята Жанна                            | Heilige Jeanne                         | Дуноіс                     |
| 1978      | ф  | Пастораль 1943                         | Pastorale 1943                         | Август Шульц               |
| 1978      | ф  | Містерії                               | Mysteries                              | Йохан Нагель               |
| 1979      | ф  | Жінка між собакою і вовком             | Een vrouw tussen hond en wolf          | Адріан                     |
| 1979      | ф  | Фатальна помилка                       | Grijpstra & De Gier                    | Рінус де Гіер              |
| 1979      | тф | Наставник                              | Es begann bei Tiffany                  | Райдер                     |
| 1979      | с  | Дуель на глибині                       | Duel in de diepte                      | Джон ван дер Вельде        |
| 1980      | ф  | Лихачі                                 | Spetters                               | Герріт Віткамп             |
| 1981      | ф  | Нічні яструби                          | Nighthawks                             | Хеймар Вулфгар Рейнхардт   |
| 1981      | ф  | Самотня Коко Шанель                    | Chanel Solitaire                       | Етьєн де Бальзан           |
| 1982      | тф | Всередині Третього Рейху               | Inside the Third Reich                 | Альберт Шпеер              |
| 1982      | ф  | Той, хто біжить по лезу                | Blade Runner                           | Рой Беті                   |
| 1983      | ф  | Еврика                                 | Eureka                                 | Клод Майлло Ван Горн       |
| 1983      | ф  | Вихідні Остермана                      | The Osterman Weekend                   | Джон Таннер                |
| 1984      | ф  | Рідкісна порода                        | A Breed Apart                          | Джим Молден                |
| 1985      | ф  | Леді-яструб                            | Ladyhawke                              | Етьєн Наваро               |
| 1985      | ф  | Плоть і кров                           | Flesh and Blood                        | Мартін                     |
| 1986      | ф  | Попутник                               | The Hitcher                            | Джон Райдер                |
| 1987      | ф  | Взяти живим або мертвим                | Wanted: Dead or Alive                  | Нік Рендалл                |
| 1987      | тф | Втеча з Собібора                       | Escape from Sobibor                    | Олександра Печерський      |
| 1988      | ф  | Легенда про святого пияка              | La leggenda del santo bevitore         | Андреас Картак             |
| 1989      | ф  | Шукачі з Бродвею                       | Bloodhounds of Broadway                | Мозок                      |
| 1989      | ф  | Сліпа лють                             | Blind Fury                             | Нік Паркер                 |
| 1989      | ф  | У місячну ніч                          | In una notte di chiaro di luna         | Джон Нотт                  |
| 1989      | ф  | Кров героїв                            | The Blood of Heroes                    | Жовтяник                   |
| 1989      | тф | На краю                                | The Edge                               | шериф Еміль Абель          |
| 1991      | ф  | Смертельні узи                         | Wedlock                                | Френк Воррен               |
| 1991      | ф  | Після опівночі                         | Past Midnight                          | Бен Джордан                |
| 1991      | ф  | Правосуддя безсиле                     | Beyond Justice                         | Том Бартон                 |
| 1992      | ф  | Лічені секунди                         | Split Second                           | Гарлі Стоун                |
| 1992      | ф  | Баффі — винищувачка вампірів           | Buffy the Vampire Slayer               | Лотос                      |
| 1993      | тф | Наосліп                                | Blind Side                             | Джейк Шелл                 |
| 1993      | тф | Подорож                                | Voyage                                 | Морган Норвелл             |
| 1993      | ф  | Крижана безмовність                    | Arctic Blue                            | Бен Корбетт                |
| 1994      | ф  | Гра на виживання                       | Surviving the Game                     | Томас Бернс                |
| 1994      | ф  | Нострадамус                            | Nostradamus                            | чернець-містик             |
| 1994      | ф  | Єгипетські боби                        | The Beans of Egypt, Maine              | Рубен Бін                  |
| 1994      | тф | Останній політ Амелії Ергарт           | Amelia Earhart: The Final Flight       | Фред Нунан                 |
| 1994      | тф | Фатерлянд                              | Fatherland                             | штурмбанфюрер Ксавьє Марш  |
| 1995      | тф | Містер Стітч                           | Mr. Stitch                             | доктор Рю Вейкман          |
| 1995      | ф  | Прощення немає                         | Blood of the Innocent                  | доктор Лем                 |
| 1996      | в  | Перехрестя світів                      | Crossworlds                            | Ей Ті                      |
| 1996      | ф  | Дорогоцінна знахідка                   | Precious Find                          | Армонд Крілл               |
| 1996      | ф  | Солдат апокаліпсису                    | Omega Doom                             | Омега Дум                  |
| 1996      | ф  | Марієтта в захваті                     | Mariette in Ecstasy                    | капелан                    |
| 1997      | ф  | Достукатись до небес                   | Knockin' On Heaven's Door              | Куртіс                     |
| 1997      | ф  | Вибух                                  | Blast                                  | Лео                        |
| 1997      | ф  | Гемоглобін                             | Bleeders                               | доктор Марлоу              |
| 1997      | ф  | Червоний слід                          | Deathline                              | Джон Андерсон Вейд         |
| 1997      | с  | Лексс                                  | Lexx                                   | Бодж                       |
| 1997      | тф | Лексс: Темна зона                      | Lexx: The Dark Zone                    | Бодж                       |
| 1997      | тф | Поклик предків                         | The Call of the Wild: Dog of the Yukon | Джон Торнтон               |
| 1997      | тф | Ворожі води                            | Hostile Waters                         | капітан Британов           |
| 1997      | тф | Кільце з рубіном                       | The Ruby Ring                          | Патрік Коллінз             |
| 1998      | тф | Великий Мерлін                         | Merlin                                 | Король Вортигерн           |
| 1998      | в  | Тактичний напад                        | Tactical Assault                       | капітан Джон «Док» Голідей |
| 1998      | ф  | Збирач кісток                          | Bone Daddy                             | Палмер                     |
| 1999      | ф  | Саймон Магус                           | Simon Magus                            | граф Альберт, Сквайр       |
| 1999      | ф  | Новий світовий безлад                  | New World Disorder                     | Девід Маркс                |
| 2000      | ф  | Напарники                              | Partners in Crime                      | Джин Рирдон                |
| 2000      | с  | Десяте королівство                     | The 10th Kingdom                       | мисливець                  |
| 2000      | ф  | Скажена                                | Wilder                                 | доктор Сем Денніс Чарні    |
| 2001      | ф  | Кома                                   | Lying in Wait                          | Кейт Міллер                |
| 2001      | в  | Турбулентність 3: Важкий метал         | Turbulence 3: Heavy Metal              | другий пілот Макінтош      |
| 2001      | кф | Кімната                                | The Room                               | Гаррі                      |
| 2001      | кф | Останні слова Голландця Шульца         | The Last Words of Dutch Schultz        | Голландець Шульц           |
| 2001      | ф  | Літаючий вірус                         | Flying Virus                           | Єзекіїль                   |
| 2002      | ф  | Банкіри Бога                           | I banchieri di Dio                     | Кардинале Марцинкус        |
| 2002      | ф  | Спекотливий день                       | Scorcher                               | президент Нельсон          |
| 2002      | ф  | Воїни                                  | Warrior Angels                         | Греккор                    |
| 2002      | ф  | Сповідь небезпечної людини             | Confessions of a Dangerous Mind        | Кілер                      |
| 2003      | с  | Шпигунка                               | Alias                                  | Ентоні Ґайґер              |
| 2003      | с  | Таємниці Смолвіля                      | Smallville                             | Морган Едж                 |
| 2004      | ф  | Темпеста: Порочна пристрасть           | Tempesta                               | Ван Бенінген               |
| 2004      | ф  | Наставник                              | Camera ascunsa                         | Себастьян                  |
| 2004      | ф  | У тіні кобри                           | In the Shadow of the Cobra             | Галло                      |
| 2004      | с  | Салемз Лот                             | 'Salem's Lot                           | Курт Барлоу                |
| 2005      | тф | Пригоди «Посейдона»                    | The Poseidon Adventure                 | єпископ Август Шмідт       |
| 2005      | ф  | Місто гріхів                           | Sin City                               | кардинал Рорк              |
| 2005      | ф  | Бетмен: Початок                        | Batman Begins                          | Ерл                        |
| 2005      | ф  | Дзеркальні війни. Віддзеркалення перше | Зеркальные войны. Отражение первое     | Mysterious Man             |
| 2005      | в  | Дракула 3: Спадщина                    | Dracula III: Legacy                    | Дракула III                |
| 2006      | в  | Місія порятунку                        | The Hunt for Eagle One                 | генерал Френк Льюїс        |
| 2006      | ф  | Мінотавр                               | Minotaur                               | Кірнан                     |
| 2006      | ф  | Ментор                                 | Mentor                                 | Сенфорд Поллард            |
| 2007      | ф  | Гол 2: Життя як мрія                   | Goal II: Living the Dream              | Руді ван дер Мерві         |
| 2007      | ф  | Убити за 75 секунд                     | 7eventy 5ive                           | детектив Джон Крітон       |
| 2007      | ф  | Макаллістер біжить                     | Moving McAllister                      | Максвелл Макаллістер       |
| 2007      | кф | Мила Бетті                             | Sweet Betty                            | психіатр                   |
| 2007      | тф | Початок кінця                          | Starting Over                          | Пітер Росен                |
| 2008      | тф | Король Мотор Сіті                      | The Prince of Motor City               | Вільям Гамільтон           |
| 2008      | ф  | Чарівні щоденники флейти               | Magic Flute Diaries                    | доктор Річард Нагель       |
| 2008      | ф  | Втеча нареченої                        | Bride Flight                           | Старий Френк               |
| 2008      | кф | Рапсодія                               | The Rhapsody                           |                            |
| 2009      | кф | 3                                      | 3                                      | Батько                     |
| 2009      | ф  |                                        | Oogverblindend                         |                            |
| 2009      | ф  | Барбаросса                             | Barbarossa                             | Федеріко Барбаросса        |
| 2010      | ф  | Щастя що вислизає                      | Happiness Runs                         | Інслі                      |
| 2010      | ф  | Медовий місяць                         | Life's a Beach                         | Жан-Люк                    |
| 2010      | ф  | Ключ Саламандри                        | Пятая казнь (Ключ Саламандры)          | Хант                       |
| 2011      | ф  | Ложка                                  | Spoon                                  | Віктор                     |
| 2011      | кф | Реквієм 2019                           | Requiem 2019                           |                            |
| 2011      | ф  | Бомж із дробовиком                     | Hobo with a Shotgun                    | Бомж                       |
| 2011      | ф  | Млин і хрест                           | The Mill and the Cross                 | Пітер Брейгель             |
| 2011      | ф  | Обряд                                  | The Rite                               | Іштван Ковак               |
| 2011      | ф  | Чорні метелики                         | Black Butterflies                      | Авраам Йонкер              |
| 2011      | ф  | Всі за одного                          | Alle for én                            | Німейєр                    |
| 2011      | ф  | Портативне життя                       | Portable Life                          | Антоніо                    |
| 2011      | ф  | Картонне село                          | Il villaggio di cartone                | пономар                    |
| 2011      | ф  | Преподобний                            | The Reverend                           | Withstander                |
| 2011      | ф  | Викрадення Гайнекен                    | De Heineken ontvoering                 | Альфред Гейнекен           |
| 2012      | ф  | Дракула 3D                             | Dracula 3D                             | Ван Хелсінг                |
| 2012      | ф  | Агент Ранжід рятує світ                | Agent Ranjid rettet die Welt           | Ван Дайк                   |
| 2012      | с  | Військова хроніка                      | Metal Hurlant Chronicles               | Керн                       |
| 2012      | тф | Мікеланджело — серце і камінь          | Michelangelo - Il cuore e la pietra    | Мікеланджело               |
| 2013      | тф | Політ лелек                            | Flight of the Storks                   | Сондерман                  |
| 2013      | ф  | Майбутнє                               | Il futuro                              | Масісте                    |
| 2013      | ф  | Небезпечна гра                         | Real Playing Game                      | Стів Баттер                |
| 2013      | кф |                                        | Isip the Warrior                       | католицький священик       |
| 2013—2014 | с  | Справжня кров                          | True Blood                             | Найл Брігант               |
| 2014      | с  | Вілфред                                | Wilfred                                | доктор Груммонс            |
| 2014      | ф  | 2047 — Загроза смерті                  | 2047 - Sights of Death                 | полковник Азімов           |
| 2014      | ф  |                                        | Drawing Home                           | Карл Рунгіс                |
| 2014      | кф | Клони                                  | Clones                                 | доктор Річардс             |
| 2015      | в  | Цар скорпіонів 4                       | The Scorpion King: The Lost Throne     | Король Закор               |
| 2015      | тф | Франческо                              | Francesco                              | Падре ді Франческо         |
| 2015      | ф  | Добрі вісті                            | The Letters                            | Бенджамін Преег            |
| 2015      | ф  | Мішель де Рейтер                       | Admiral                                | Маартен Тромп              |
| 2015      | ф  | Імператор                              | Emperor                                | Джон                       |
| 2015      | ф  | Мата Харі                              | Mata Hari                              | Столбаккен                 |
| 2015      | ф  | Віддача                                | Kickback                               | Сергій                     |
| 2015      | ф  | Переможниця                            | Victrix                                | Деклан                     |
| 2017      | ф  | Ґанґстердам                            | Gangsterdam                            | Дольф ван Таннен           |
| 2017      | ф  | 24 години на життя                     | 24 Hours to Liv                        | Френк                      |
| 2017      | вг | Observer                               | Observer                               | Детектив Даніель Лазарскі  |
| 2018      | ф  | Брати Сістерс                          | The Sisters Brothers                   | Коммодор                   |
| 2019      | вг | Kingdom Hearts III                     | Kingdom Hearts III                     | Ксеанорт                   |

### Продюсер
1. «Oogverblindend» (2009)

2. «Містер Стітч» (ТВ) (Mr. Stitch, 1995)

3. «Крижана безмовність» (рос. — Ледяное безмолвие, англ. — Arctic Blue, 1993)

4. «Submitting» (1989)

### Режисер
1. «Starfish Tango» (відео) (2006)

2. «Кімната» (Room, The, 2001)

### Сценарист
1. «У місячну ніч» (In una notte di chiaro di luna, 1989)

## Нагороди
- 2005 — За кар'єрні досягнення (Кінофестиваль в Сарасоте)
- 2004 — За кар'єрні досягнення (Montecatini Filmvideo — МКФ короткометражних фільмів)
- 2001 — Найкращий короткометражний фільм — «Кімната» (Паризький кінофестиваль)
- 1997 — Приз глядацьких симпатій («Рембрандт»)
- 1989 — Найкращий актор — «La Leggenda del santo bevitore» (МКФ в Сієтлі)
- 1988 — Найкраща роль другого плану в серіалі — «Втеча з Сабіборна» («Золотий глобус»)
- 1981 — Найкращий актор — За всі фільми в цілому («Золотий тілець» Нідерландський кінофестиваль)

## Цікаві факти

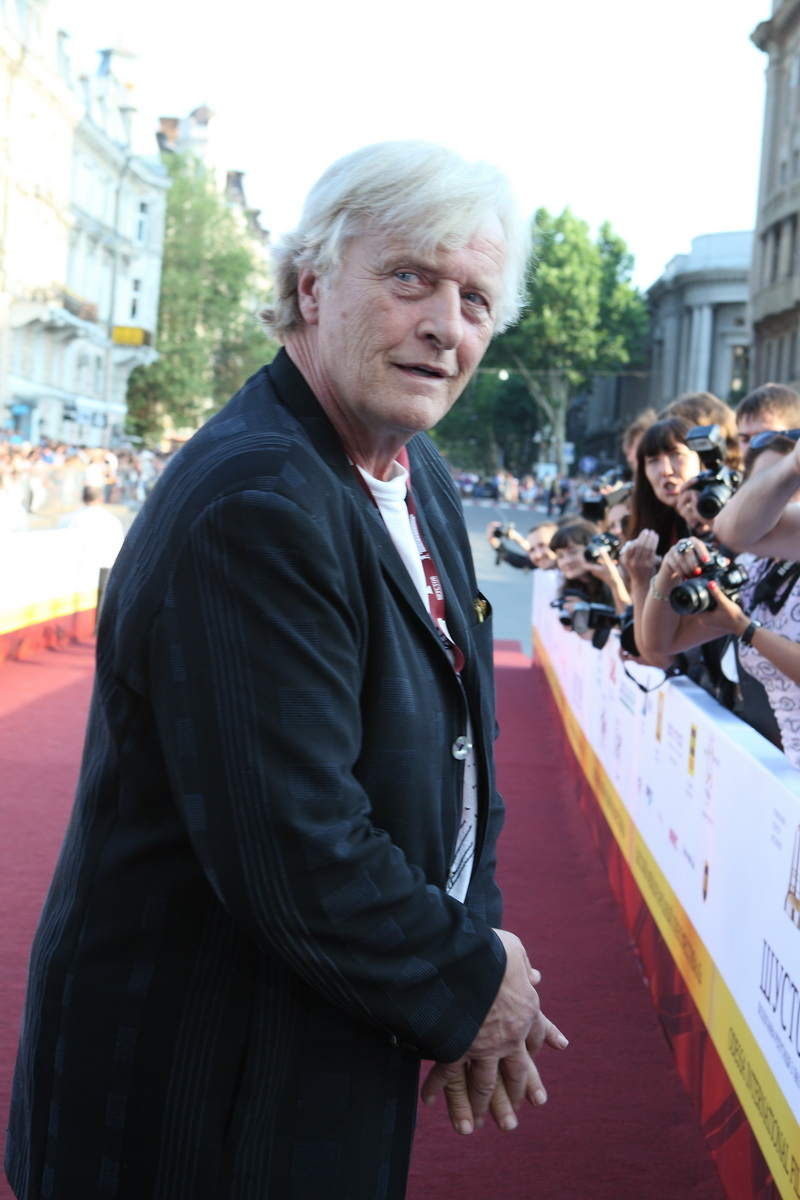
Рутгер Гауер на червоній доріжці 1-го Одеського міжнародного кінофестивалю, 16 липня 2010, Одеса, Україна

У Фільмі " той що біжить по лезу " зіграв репліканта Роя ,дії фільму Лос Анджелес 2019 
- Рутгера Гауера називають «нідерландський Пол Ньюман».
- Зріст актора — 1,85 м.
- Він — дальтонік. Цю ваду успадкував від свого прадіда.
- За заявою Енн Райс, коли вона писала «Інтерв'ю з вампіром», Лестата уявляла у вигляді Рутгера Гауера. Однак для екранізації пропонувала Джуліана Сендзу, бо Гауер був вже занадто старий для цієї ролі. Але врешті вампіра зіграв Том Круз.
- Спочатку Пол Верговен хотів, щоб саме Гауер зіграв головну роль у фільмі «Робокоп».
- Його ім'я й прізвище закінчується на «er». Він зіграв в 13 фільмах, назви яких закінчуються на «er» або «ers» і вісім персонажів, чиї імена закінчуються на «er».
- Рутгер Гауер — захисник довкілля. Боровся за звільнення співзасновника організації «Грінпіс» Пола Вотсона, засудженого за затоплення бракон'єрського норвезького судна-китобоя.
- Заснував фонд із дослідження СНІДу — "Фонд Рутгера Хауера «Морська зірка».
- Перш ніж присвятити себе акторській кар'єрі, п'ять років провів у трупі пантоміми.
- У липні 2010 року Рутгер Гауер відвідав Україну, ставши спеціальним гостем Першого одеського міжнародного кінофестивалю, який відбувся з 16 по 24 липня в Одесі. На фестивалі актор взяв участь у церемонії відкриття у Одеському оперному театрі, а також провів два майстер-класи для учасників «Літньої кіношколи». Відео з майстер-класів Рутгера Гауера в Одесі- відеоканал Одеського міжнародного кінофестивалю на You Tube  [Архівовано 17 липня 2010 у Wayback Machine.]